# Tawny Kitaen
Julie "Tawny" Kitaen (født 5. august 1961 i San Diego i Californien, død 7. maj 2021) var en amerikansk skuespillerinde, der især huskes for sine hovedroller i adventurefilmen Gwendoline (1984), dramaet Crystal Heart (1985) og gyseren Er der nogen? (Witchboard, 1987). Hun spillede desuden Lisa i tv-serien Santa Barbara (1989) og Deianeira i tv-serien Hercules (1994-1997).
Med sit røde hår og sin velskabte krop var Tawny Kitaen ikke mindst en oplevelse i sine mange nøgenscener.

## Karriere
Julie Kitaen blev født af en jødisk-amerikansk far, Terry Kitaen, ansat i et neonskiltefirma, og Linda Taylor Kitaen, husmor og tidligere skønhedsdronning. Julie begyndte at bruge navnet "Tawny" da hun var 12 år gammel på eget initiativ. Kitaen gik på Pacific Beach Junior High og Mission Bay High School i San Diego men tog aldrig en studentereksamen. Kitaen er 170 cm høj.
Tawnys første betydningsfulde arbejde væk hjemmefra var som model, specielt som cowboybuksemodel.
Hun begyndte sin skuespillerkarriere i 1983 med en mindre rolle i TV filmen , Malibu. I 1984 medvirkede hun i titelrollen i den erotiske adventurefilm Gwendoline, løst baseret på John Willies klassiske bondage-tegneserie. Hun medvirkede også i en rolle i Polterabend for viderekomne som kommende brud til en ung Tom Hanks, og i gyserfilmen Er der nogen? (Witchboard), der fik to fortsættelser.
Kitaen blev snart koblet sammen med Hair Metal genren. Iført revet tøj optrådte hun på pladecover for bandet Ratt i en EP af samme navn og deres gennembrudsalbum Out of the Cellar og kom sammen med guitaristen Robbin Crosby. I 1987 optrådte hun i bandet Whitesnakes musikvideo Here I Go Again, hvori hun lavet spagat og rullede rundt på køleren af en Jaguar iført en hvid natskjorte. Hun optrådte også i reklamevideoer for Whitesnakes Is This Love i 1987 og i 1989 medvirkede hun i videoerne for Fool For Your Loving og Deeper The Love. Kitaen giftede sig med bandets forsanger David Coverdale i 1989 men de blev skilt i 1991.
Kitaen udnyttede medieinteressen fra hendes optrædener i musikvideoer til at få en række roller på TV. Hun var medvært på America's Funniest People mod Dave Coulier fra 1992 til 1994 og hun var en faste medvirkende i komedieserien The New WKRP in Cincinnati 1991-1993. Hun var gæstemedvirkende i en episode af komedien Seinfeld i 1991 og en episode i Fuldt hus i 1994 og dernæst i TV serien Hercules. I perioden 1992-1996 lagde hun stemme til "Annabelle" i TV-tegnefilmserien Eek! The Cat.
Efter hendes ægteskab med Coverdale sluttede er Kitaen på forskellige tidspunker kommet sammen med Tommy Lee, O.J. Simpson, Jerry Seinfeld, Chuck Finley, og Jon Stewart. Hun giftede sig med baseballgriberen Chuck Finley i 1997. Hun og Finley har to døtre sammen: Wynter Finley i 1993 og Raine Finley i 1996 og forældrene optrådte i et tema om professionelle sportsfolk og deres koner i 1999 nummeret af Sports Illustrated Swimsuit Issue.

## Juridiske problemer
Den 13. december 2001 blev Kitaen anholdt i Newport Beach, "Californien" angiveligt for at begå hærværk mod en anden kvindes bil.
Den 1. april 2002 blev hun igen anholdt i Newport Beach og tiltalt for vold i hjemmet og overfald for at have angrebet sin ægtefælle Chuck Finley i bilen på vej hjem. Efter sigende sparkede Kitaen Finley adskillige gange med højhælede støvler og vred hans ører voldsomt rundt og efterlod synlige skader. Finley anmodede om skilsmisse tre dage efter begivenheden.
Kort efter erkendte Kitaen i retten at hun var blevet afhængig af receptpligtig medicin mod depression og migræne. Kitaen fik udstedt et polititilhold og Finley fik midlertidigt tildelt forældremyndigheden over parrets børn og som led i en aftale med anklagemyndigheden måtte Kitaen gå i behandling for sit misbrug, temperamentsstyringsterapi og gå til konfliktstyringsrådgivning og donere $500 til et herberg for voldsramte kvinder mod et tiltalefrafald for 2 mindre alvorlige straffelovsovertrædelser for vold mod ægtefællen.
I november 2006 tiltaltes Ktaen for besiddelse af 15 gram kokain i sit hjem i San Juan Capistrano, Orange County, Californien. Vicesheriffer fandt kokain i hendes lejlighed, da de rykkede ud på anmodning om at tilse hende i maj, oplyser myndighederne. De sagde, at hendes to børn var hjemme på det tidspunkt og Kitaen havde givet vicesherifferne tilladelse til ransagning. I december 2006 gik hun ind i et 6 måneders behandlingsprogram til gengæld for et tiltalefrafrald.

## Fodnoter
1. ↑  'Bachelor Party' actress Tawny Kitaen in cocaine possession row Arkiveret 10. oktober 2007 hos  Wayback Machine, Earth Times, 26. november 2006
2. ↑  Tawny Kitaen enters drug rehab for cocaine, Reuters, 18. december 2006

## Eksterne links
- Tawny Kitaen på Internet Movie Database (engelsk)
- Tawny Kitaen på Filmdatabasen
- Tawny Kitaen på Svensk Filmdatabas (svensk)
- Tawny Kitaen på AlloCiné (fransk)
- Tawny Kitaen på AllMovie (engelsk)
- Tawny Kitaen på The Movie Database (engelsk)
- Tawny Kitaen på Behind The Voice Actors (engelsk)
- Tawny Kitaens forbryderbillede og politirapport på The Smoking Gun
- Flere oplysninger på "The Unofficial Tawny Kitaen Website Arkiveret 23. maj 2020 hos  Wayback Machine